# (11113) 1995 WW3
1995 دابليو دابليو 3 (ويعرف أيضًا باسم (11113) 1995 دابليو دابليو 3 وفق تسمية الكوكب الصغير) (بالإنجليزية: 1995 WW3)‏ هو كويكب ضمن حزام الكويكبات؛ وترتيبه 11113 من حيث الاكتشاف.
اكتُشف هذا الجُرم الفلكي بواسطة Yoshisada Shimizu ‏ في 18 نوفمبر 1995.

## وصلات خارجية
- (11113) 1995 WW3 في قاعدة بيانات مختبر الدفع النفاث لأجرام النظام الشمسي الصغيرة

- الاكتشاف · مخطط المدار ·  العناصر المدارية · المعلمات المادية

- (11113) 1995 WW3 على موقع ويكي سكاي: DSS2, SDSS, GALEX, IRAS, Hydrogen α, X-Ray, Astrophoto, Sky Map, Articles and images